# Țepilova, Soroca
Țepilova este un sat din cadrul comunei Ocolina din raionul Soroca, Republica Moldova.

## Demografie
Conform recensământului populației din 2004, satul Țepilova avea 893 locuitori: 886 moldoveni/români, 5 ucraineni, 1 rus și 1 persoană cu etnie nedeclarată.